# ATC代码 (L03)
ATC代码L03（免疫促进药）是解剖学治疗学及化学分类系统的一个药物分组，这是由世界卫生组织药物统计方法整合中心所制定的药品及其它医用产品的官方分类系统。分组L03是L抗肿瘤药及免疫用药的一部分。
兽用代码（ATCvet码）可以在人用ATC代码前加Q字母：QL03等。没有相应人用ATC代码的ATCvet在以下列表中通过前置Q字母表示。
国家ATC分类可能包括列表中没有的其它分类，列表为世界卫生组织（WHO）版本。

## L03A免疫增强剂（Immunostimulants）

### L03AA集落刺激因子类（Colony stimulating factors）
L03AA02 非格司亭（Filgrastim）
L03AA03 莫拉司亭（Molgramostim）
L03AA09 沙格司亭（Sargramostim）
L03AA10 来格司亭（Lenograstim）
L03AA12 安塞司亭（Ancestim）
L03AA13 聚乙二醇非格司亭（Pegfilgrastim）

### L03AB干扰素类（Interferons）
L03AB01 天然干扰素α（Interferon alfa natural）
L03AB02 天然干扰素β（Interferon beta natural）
L03AB03 干扰素γ（Interferon gamma）
L03AB04 干扰素α-2（aInterferon alfa-2a）
L03AB05 干扰素α-2（bInterferon alfa-2b）
L03AB06 干扰素α-n1（Interferon alfa-n1）
L03AB07 干扰素β-1a（Interferon beta-1a）
L03AB08 干扰素β-1b（Interferon beta-1b）
L03AB09 干扰素αcon-1（Interferon alfacon-1）
L03AB10 PEG干扰素α-2b（Peginterferon alfa-2b）
L03AB11 PEG干扰素α-2a（Peginterferon alfa-2a）
L03AB12 （Albinterferon alfa-2b）
L03AB60 PEG干扰素α-2b，复方（Peginterferon alfa-2b, combinations）
L03AB61 PEG干扰素α-2a，复方（Peginterferon alfa-2a, combinations）
QL03AB90 干扰素ω，猫科起源（Interferon omega, feline origin）

### L03AC白介素类（Interleukins）
L03AC01 阿地白介素（Aldesleukin）
L03AC02 重组人白介素（Oprelvekin）

### L03AX 其它免疫增强剂（Other immunostimulants）
L03AX01 香菇多糖（Lentinan）
L03AX02 罗喹美克（Roquinimex）
L03AX03 卡介苗（BCG vaccine）
L03AX04 培加酶（Pegademase）
L03AX05 匹多莫德（Pidotimod）
L03AX07 聚肌胞苷酸（Poly I:C）
L03AX08 用聚赖氨酸和羧甲基纤维素稳定化的聚肌胞苷酸（Poly ICLC）
L03AX09 胸腺喷丁（Thymopentin）
L03AX10 免疫花青（Immunocyanin）
L03AX11 他索纳明（Tasonermin）
L03AX12 黑素瘤疫苗（Melanoma vaccine）
L03AX13 醋酸格拉替美（Glatiramer acetate）
L03AX14 盐酸组胺（Histamine dihydrochloride）
L03AX15 米伐木肽（Mifamurtide）
L03AX16 普乐沙福（Plerixafor）
L03AX17 （Sipuleucel-T）